# Hải Dương
Hải Dương è una città del Vietnam, situata nella provincia di Hai Duong.